# Самоса
Само́са (от перс. سنبوساگ‎, Sanbosag, урду کاغذی سموسہ‎, kaghazi samosa) — жареное или печёное тесто с различной начинкой (традиционно это картофельное пюре с горошком, приправленное специями, но может быть мясной и сладкой). Размер и форма различны, но наиболее распространённая в виде треугольника. Часто подаётся с соусами. Самоса популярна на индийском субконтиненте, на юго-востоке, в Центральной и Юго-Западной Азии, на Аравийском полуострове, на Средиземноморском побережье, в северной и южной частях Африки.

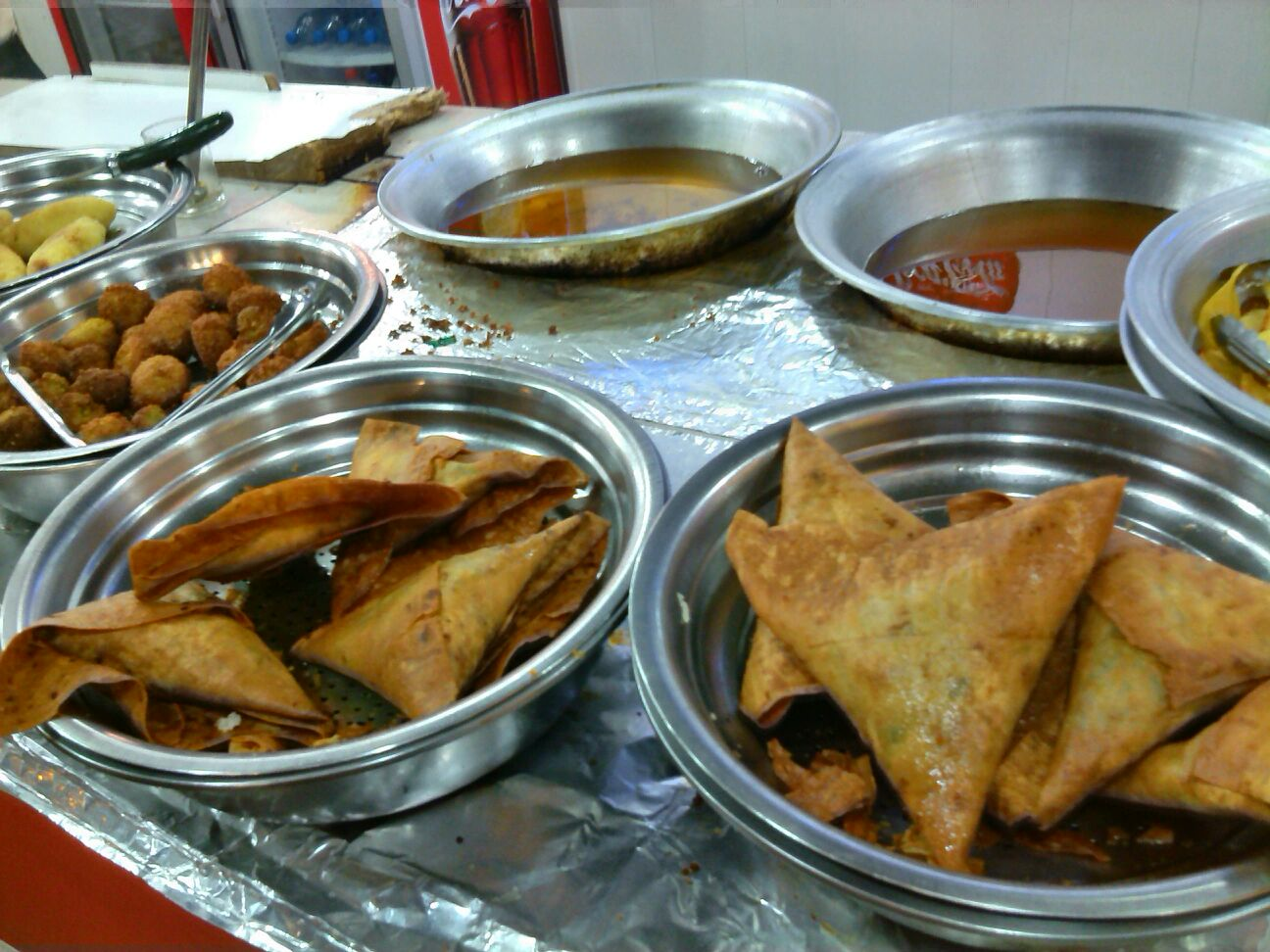
Самбуса на базаре в Ахвазе, Иран

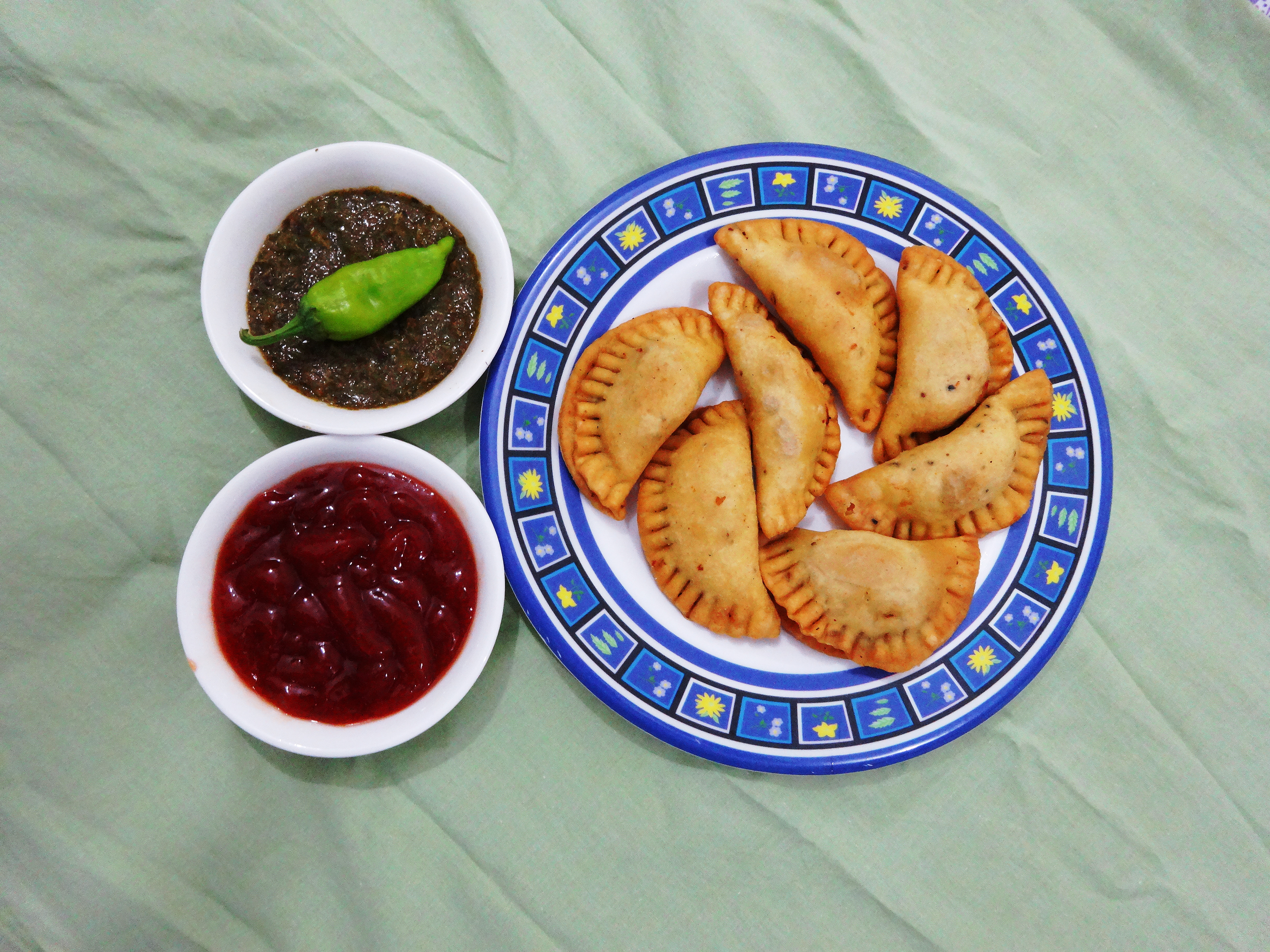
Самбусак

Предположительно блюдо появилось в Центральной Азии (где оно известно как самса) где-то в X веке. Самоса упоминается в работах иранского историка Абу-ль-Фадль Байхаки (995—1077). Самоса обрела популярность в Индии начиная с XIII века и была завезена торговцами в соседние регионы. Существует множество региональных версий того же блюда под разными названиями, например «самбус(а)к» (ивр. סמבוסק‎ sambusaq, араб. سمبوسك‎ sambousek) в Израиле и Ираке.